# الأيام الجزائرية (صحيفة)
الأيام الجزائرية صحيفة جزائرية يومية تصدر باللغة العربية، تصدر عن مؤسسة الأيام الجزائرية للنشر والتوزيع، مديرها العام ومسؤول النشر عزالدين بن عطية تهتم بالأخبار السياسية، الاقتصادية، الرياضية، والفنية المحلية والدولية.

## المقر الاجتماعي
دالي إبراهيم رقم 04/20، الطريق الوطني رقم 36، الجزائر العاصمة.

## وصلات خارجية
- الموقع الرسمي لجريدة الأيام الجزائرية .